# Philochoros
Philochoros van Athene (gelatiniseerde naam: Philochorus; ca. 340 v.Chr. - 261 v.Chr.) was een Grieks historicus en mythograaf. Hij was een zeer gerespecteerd wetenschapper en een van de meest belangrijke atthidografen.

## Leven en werken
Philochoros kwam uit een priesterlijke familie en was een zoon van Kyknos. Zijn werk als een ziener en offerschouwer is voor het eerst voor het jaar 306 v.Chr. gedocumenteerd. In deze hoedanigheid beschikte hij over een aanzienlijk invloed. Hij was als politiek conservatief sterk aan de oude waarden van Athene gehecht, streng anti-Macedonische gezind en een onverbiddelijke tegenstander van Demetrios I Poliorketes. Volgens de Souda, die een korte levensbeschouwing over hem bevat, was Philochoros rond 261 v.Chr. op aanstoken van Antigonos II Gonatas, zoon van Demetrios I Poliorketes, omgebracht, omdat hij in de Chremonideïsche Oorlog voor de Egyptische koning Ptolemaios II Philadelphos, die de Atheners had aangemoedigd weerstand te bieden tegen de Macedoniërs, partij had gekozen.
De Souda lijst in totaal eenentwintig werken van Philochoros op; daarnaast zijn er nog eens zes andere ons bekend uit andere antieke bronnen. Deze geschriften hebben de Atheense geschiedenis, religie en literatuur als onderwerp, maar zijn op enkele fragmenten na verloren. Onder andere door de ontdekking van uitgebreide fragmenten van Didymos' commentaar op Demosthenes (in 1904) kwamen een aantal nieuwe fragmenten van geschriften van Philochoros aan het licht.
Philochoros' hoofdwerk Atthis was een geschiedenis van Athene in zeventien boeken van de vroegste tijden tot en met 262 v.Chr. Het verdrong bijna volledig de oudere werken over de lokale Atheense geschiedenis. Later werd het door Alexandrijnse geleerden gebruikt om onder meer hun commentaren van de grote Attische redenaars uit te werken. Een aanzienlijk aantal fragmenten zijn bij de lexicografen en scholiasten op Athenaios, Dionysios van Halikarnassos en elders overgeleverd. De auteur heeft zelf een extract uit dit werk vervaardigd, en later is er ook een door Asinius Pollio van Tralles (misschien een vrijgelatene van de beroemde Gaius Asinius Pollio) gemaakt.
De eerste twee boeken van Philochoros' Atthis behandelden de mythische periode tot aan de tijd van Solon van Athene, boek drie en vier gingen over de daaropvolgende periode tot het einde van de 5e eeuw, het vijfde en zesde boek behandelden de gebeurtenissen tot 338 of 317 v.Chr. en de overige elf boeken waren aan de door de auteur zelf beleefde tijd gewijd. Philochoros kende aldus aan de vroegste tijden maar weinig ruimte toe in zijn werk, maar schreef echter zeer uitgebreid over zijn eigen tijd. Het is precies uit dit eigentijdse deel van zijn werk dat er bijna geen fragmenten zijn overleefd, terwijl de meeste van de talrijke fragmenten uit de eerste zes boeken stammen. Uit deze fragmenten kan men opmaken, dat Philochoros mythen rationalistisch duidde. De korte, in engere zin historische fragmenten tonen aan dat de auteur een sobere, onopgesmukte taal gebruikte; de gegevens zijn haast van een documentaire waarde.
Philochoros schreef daarnaast ook over orakels, mantike (waarzeggerij) en offers; de Atheense agones (sportieve wedstrijden); de mythologie en religieuze feesten van de tetrapolis van Attica; de mythen van Sophokles; het leven van Euripides en Pythagoras; de stichting van Salamis. Hij compileerde chronologische lijsten van de archonten (van Sokratides te Apollodoros, van 374 tot 350 of 319 v.Chr.) en de Olympiaden en legde een verzameling van Attische inscripties aan, de eerste van zijn soort in Griekenland. Van al deze werken zijn slechts enkele fragmenten bewaard gebleven.

## Uitgaven
- V. Costa (ed.), Filocoro di Atene, I: Testimonianze e frammenti dell’Atthis, Tivoli, 2007. ISBN 9788888617015
- K. Gotthold Lenz - K.G. Siebelis, Philochorus <Atheniensis>, in Librorum Fragmenta, Leipzig, 1811 (gedigitaliseerde versie)
- P. Harding (ed. trad. introd. com.), The story of Athens: the fragments of the local chronicles of Attika, Londen - New York, 2008. ISBN 9780415338080
- F. Jacoby (ed.), Die Fragmente der griechischen Historiker, III.B, Leiden, 1954, nr. 328.